# Kilis (stad)
Kilis  is een stad in Turkije.  Het is de hoofdstad van de gelijknamige provincie en het gelijknamige district. 